# Larry B. Scott
Larry B. Scott est un acteur, réalisateur, producteur et scénariste américain né le 17 août 1961 à New York dans l'État de New York aux États-Unis.

## Filmographie

### comme acteur
- 1977 : Thieves de John Berry
- 1978 : A Hero Ain't Nothin' But a Sandwich (en) : Benjie
- 1978 : The Rag Tag Champs (TV) : Jake Wrather
- 1978 : Roll of Thunder, Hear My Cry (TV) : T.J.
- 1978 : One in a Million: The Ron LeFlore Story (TV) : Gerald LeFlore
- 1984 : The Jerk, Too (TV) : Harold Johnson
- 1984 : Karaté Kid (The Karate Kid) : Jerry
- 1984 : Les Tronches (Revenge of the Nerds) : Lamar Latrell
- 1985 : The Grand Baby (TV)
- 1985 : Mon pote Adam (My Man Adam) : Donald
- 1985 : That Was Then... This Is Now : Terry Jones
- 1986 : Aigle de fer (Iron Eagle) : Reggie
- 1986 : Les Enfants de la nuit (The Children of Times Square) (TV) : Skater
- 1986 : Cap sur les étoiles (SpaceCamp) d'Harry Winer : Rudy Tyler
- 1987 : Extrême Préjudice : Sergent Charles Biddle
- 1987 : Les Tronches 2 (Revenge of the Nerds II: Nerds in Paradise) : Lamar Latrell
- 1988 : The Trial of Bernhard Goetz (TV) : James Ramseur
- 1990 : Instant Karma! : Clapper Boy
- 1990 : Super Force (série TV) : F.X. Spinner
- 1990 : Snake Eater II: The Drug Buster : Speedboat
- 1992 : Les Tronches 3 (Revenge of the Nerds III: The Next Generation) (TV) : Lamar Latrell
- 1993 : Indiscrétion assurée (Another Stakeout) : Garage Attendant
- 1994 : Les Tronches 4 (Revenge of the Nerds IV: Nerds in Love) (TV) : Lamar Latrell
- 1994 : Fear of a Black Hat (en) de Rusty Cundieff : Tasty Taste
- 1997 : Champions : Technoid
- 1998 : Butter : Malik / Prison Guard #2
- 1998 : The Bad Pack : Jeremy Britt
- 1999 : The Breaks : Paraplegic Inmate
- 2000 : The Cheapest Movie Ever Made
- 2001 : La Justice d'une mère (A Mother's Testimony) (TV) : Tony Chanin
- 2001 : 100 Kilos (vidéo) : Joe
- 2003 : Judge Koan : Tony 'Sunshine' Ray
- 2005 : Getting Played : Dennis

### comme réalisateur
- 1992 : BET's Comicview (série TV)
- 2001 : Funny Futhermuckers in Concert, Volume 2 (vidéo)
- 2001 : Funny Futhermuckers in Concert, Volume 1 (vidéo)

### comme producteur
- 2000 : The Cheapest Movie Ever Made
- 2001 : Funny Futhermuckers in Concert, Volume 2 (vidéo)
- 2001 : Funny Futhermuckers in Concert, Volume 1 (vidéo)